# Campoplex haywardi
Campoplex haywardi är en stekelart som beskrevs av Blanchard 1946. Campoplex haywardi ingår i släktet Campoplex och familjen brokparasitsteklar. Inga underarter finns listade.